# Clytus bellus
Clytus bellus là một loài bọ cánh cứng trong họ Cerambycidae.